# 丰城街道
丰城街道，是中华人民共和国广东省韶关市新丰县下辖的一个乡镇级行政单位。

## 行政区划
丰城街道下辖以下地区：
东区社区、南区社区、西区社区、北区社区、东瓜坑果场社区、石镇社区、沙塘社区、高桥村、文长村、邹洞村、长陂村、双良村、紫城村、横江村、龙江村、龙文村、龙围村、会前村、黄陂村、松园村、罗峒村、城西村、新塘村、城东村、大洞村、坳头村、岳城村、横坑村、涧下村、鲁古村、板岭村和朱洞村。